# Totoró
Totoró – miasto w Kolumbii, w departamencie Cauca.